# Toriel
Toriel es un personaje ficticio y jefe en el videojuego de rol Undertale. Una figura maternal creada como una encarnación de los excesivos tutoriales de videojuegos. Es una cabra antropomórfica humanoide. Pertenece a la raza de monstruos con orejas colgantes, con cuernos pequeños, de piel blanca y con una túnica púrpura. Literalmente, "sujetando con la mano" al jugador a través de las secciones iniciales del juego, el jugador debe intentar escapar del área, hasta el momento en el que pelea contra ella. El jugador puede elegir matarla o convencerla de que deje de pelear, lo que tiene implicaciones en el juego en general.
El personaje ha recibido atención de críticos y fanáticos por su personalidad, así como por la elección moral atípica de la batalla de su jefe. Una versión del personaje también aparece en Deltarune.

## Características

### Undertale
El jugador se encuentra con Toriel poco después de caer en al subsuelo, donde es vista como una figura maternal que desea proteger al jugador de sus peligros. Ella le enseña al jugador la mecánica del juego, animándolo a mostrar misericordia a los enemigos en lugar de atacarlos. Al darle al jugador un teléfono con el cual contactarla, deja al jugador solo para que descubra el resto de las Ruinas, luego de eso el jugador debe llegar a su casa.
Mientras ella intenta cuidar al jugador, este se inquieta e intenta abandonar las Ruinas. Habiendo visto morir a varios niños humanos a manos del rey monstruo Asgore, teme por la seguridad del jugador y lo confronta en la batalla. Si el jugador elige no matarla, la batalla es "larga y ardua" con poca indicación de que las tácticas del jugador están funcionando hasta que ella ceda. De hecho, debe ser "perdonada" muchas veces para convencerla de que permita que el jugador abandone las Ruinas. Si Toriel es asesinada después de que ella cede, le dice al jugador que se dio cuenta de que lamenta haber intentado criar al jugador.
Más tarde se reveló que Toriel fue una vez la esposa de Asgore, Toriel Dreemurr, y que tuvieron un hijo llamado Asriel Dreemurr. Cuando Asriel murió, ella renunció a su corona debido a su desacuerdo con Asgore, por su disposición a matar niños humanos para romper el sello que mantiene a los monstruos bajo tierra.
Cerca del final de la ruta pacifista, Toriel llega a "New Home" (La capital de los monstruos) y salva al humano de Asgore. Sin embargo, Flowey aparece y absorbe su alma junto con todos los otros monstruos en el subsuelo para recuperar su verdadera forma, Asriel. Más tarde, después de que el jugador ha luchado contra Asriel, y él ha roto la barrera, Toriel y los otros monstruos abandonan el subsuelo. Toriel ofrece proporcionar un hogar para los humanos; el jugador puede elegir aceptar o rechazar esto. En el epílogo pacifista no jugable, vemos que Toriel ha logrado su sueño de fundar y enseñar una escuela.

### Deltarune
En Deltarune, Toriel es la madre adoptiva de Kris y la madre biológica de Asriel. Ella despierta a Kris al comienzo del juego y le deja en la escuela. Después de regresar del Mundo Oscuro, Kris recibe una llamada de Toriel, quien les dice que están en problemas por llegar tarde. Sin embargo, parece contenta de saber que Kris ha hecho un amigo y le permite explorar la ciudad antes de volver a casa. Más tarde aparece cuando Kris regresa a casa. Se insinúa en el juego que Toriel trabaja como maestra para una clase más joven en la escuela de Kris.

## Desarrollo
Toriel fue inicialmente concebida por el creador del juego, Toby Fox, como una "persona de tutoría que no soporta verte partir". Más tarde se incorporó como la jefa final de la demostración del juego, que se utilizó para promover su exitosa campaña de Kickstarter.

## Mercancía
Fangamer lanzó un peluche oficial de Toriel. El peluche contiene un alma de corazón blanco en el interior, que solo se puede encontrar si el peluche está cortado. Este detalle refleja su escena de muerte en Undertale, y Kotaku lo describió como "extrañamente inquietante". Fangamer también lanzó una figura de Toriel como parte de un set.

## Recepción
Jess Joho de Kill Screen llamó al personaje "confiado retrato inhumanamente desinteresado de la maternidad", pero haciéndolo con un propósito, elogiando el encuentro del jefe con ella por respetar la capacidad del jugador para pensar en un problema, así como sus instintos básicos de ser humano. Ella declaró que el juego muestra un espejo del diseño del juego "patriarcal" que alienta a los jugadores a "sacrificar con impaciencia a su propia madre y humanidad" en lugar de enfrentarse al enemigo en un "nivel humano".
Nathan Grayson, de Kotaku, declaró que mientras él mató a Toriel durante su juego, su encuentro con ella lo hizo llorar debido a su amabilidad y su relación como personaje. También elogió el juego por recordar esto en su próxima jugada. Jack de Quidt de Rock, Paper, Shotgun calificó la secuencia del tutorial con su "ritmo maravilloso" y alabó al personaje, diciendo "Toriel está bien", mientras que Richard Cobbett del mismo sitio llamó a sus animaciones de sprites "discretas pero efectivas".
Julie Muncy de Kill Screen criticó el encuentro con Toriel como poco intuitivo, diciendo que perdió la capacidad de confiar en el juego después de ser aparentemente obligada a matar a Toriel, lo que la obligó a seguir la ruta "Neutral" del juego.